# Базарбай (Росія)
Базарба́й (рос. Базарбай) — село у складі Кваркенського району Оренбурзької області, Росія.

## Населення
Населення — 10 осіб (2010; 80 у 2002).
Національний склад (станом на 2002 рік):
- казахи — 73 %